# Estació d'Ernest Lluch
Ernest Lluch és una estació de les línies T1, T2 i T3 del Trambaix i de l'L5 del Metro de Barcelona, situada entre l'Avinguda de Xile i la Carretera de Collblanc, al districte de les Corts de Barcelona.
L'estació de tramvia es va inaugurar el 3 d'abril de 2004 amb l'obertura del Trambaix, amb el nom de Sant Ramon fins al gener de 2010. Estava situada al Camí de la Torre Melina, però a finals d'agost de 2008, a causa de l'eliminació de la corba que hi ha entre el Camí de la Torre Melina i la Carretera de Collblanc, va ser traslladada a la seva ubicació actual situada a escassos metres de l'anterior.
L'estació de metro va ser inaugurada el 25 de juliol de 2021, tot i que la previsió inicial era que ho fes el 2014.

## Serveis ferroviaris
| Trambaix               |                  |                             |           |                        |
| Procedència/Destinació | <                | Línia                       | >         | Procedència/Destinació |
| Francesc Macià         | Avinguda de Xile |                             | Can Rigal | Bon Viatge             |
| Francesc Macià         | Avinguda de Xile | Llevant - les Planes        | Can Rigal |                        |
| Francesc Macià         | Avinguda de Xile | Sant Feliu-Consell Comarcal | Can Rigal |                        |
| Metro de Barcelona     |                  |                             |           |                        |
| Cornellà Centre        | Pubilla Cases    |                             | Collblanc | Vall d'Hebron          |

## Galeria d'imatges

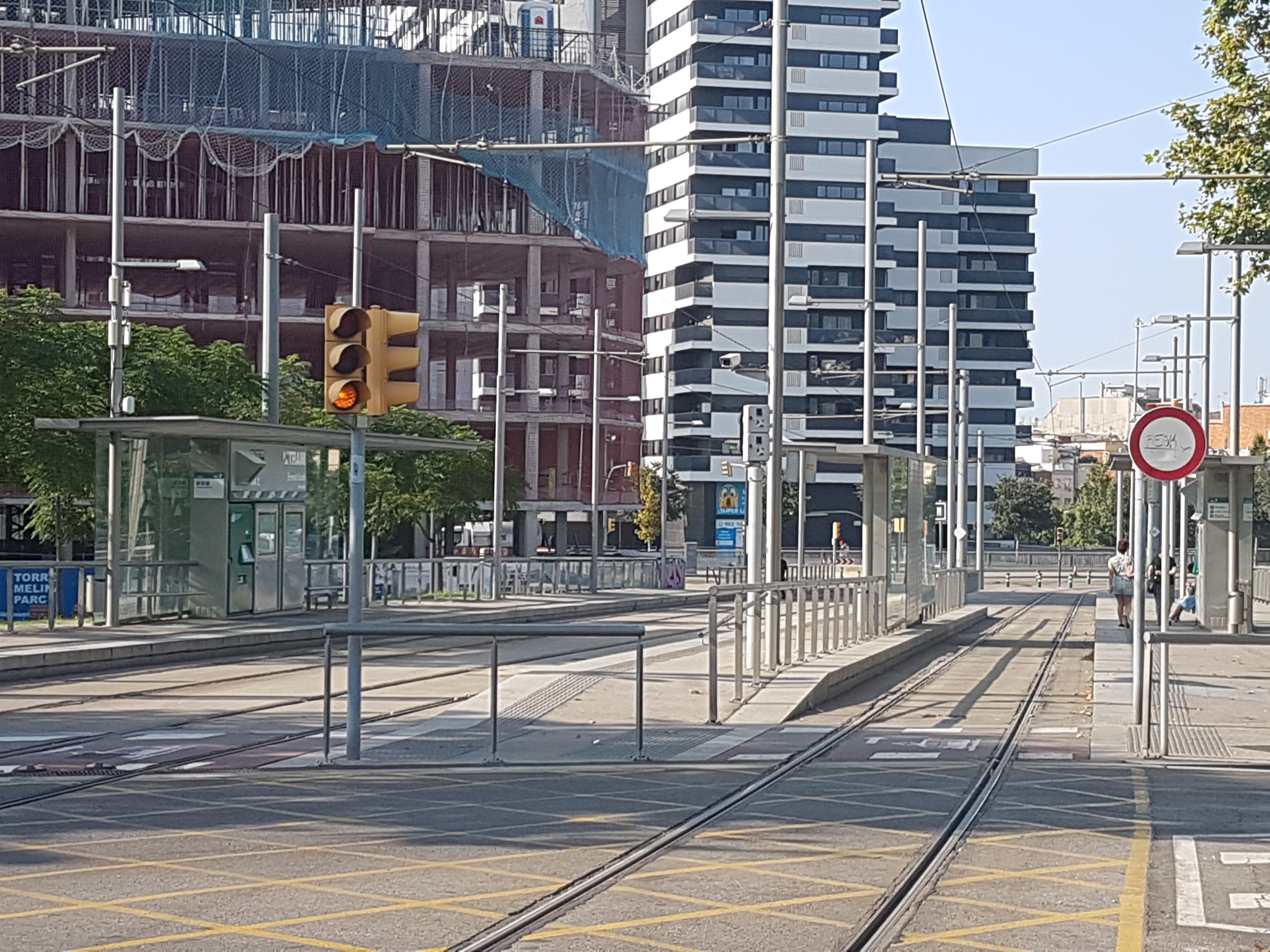
És l'única estació de tramvia de 3 vies i andanes.
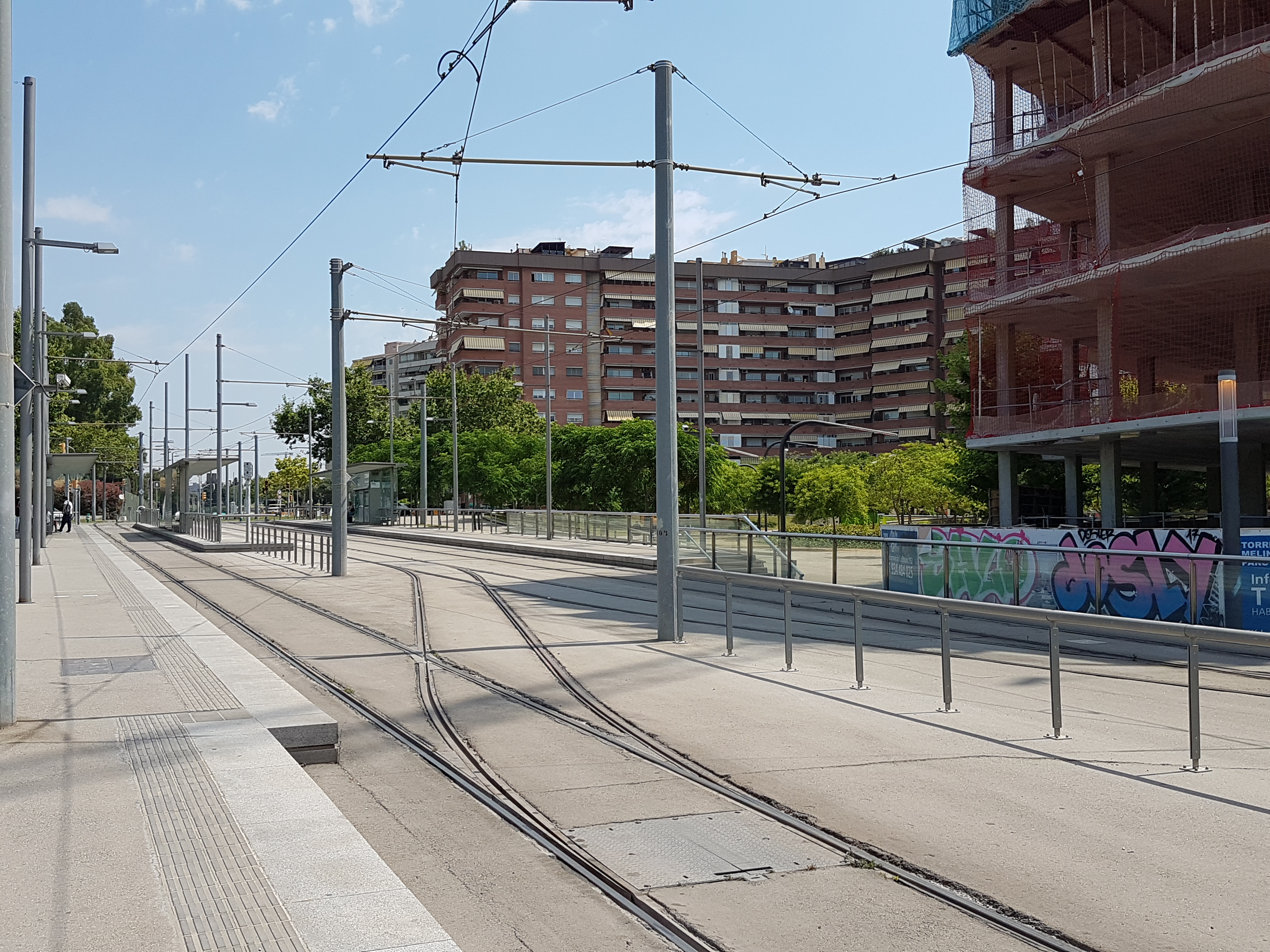
Canvi d'agulles cap a la via central.
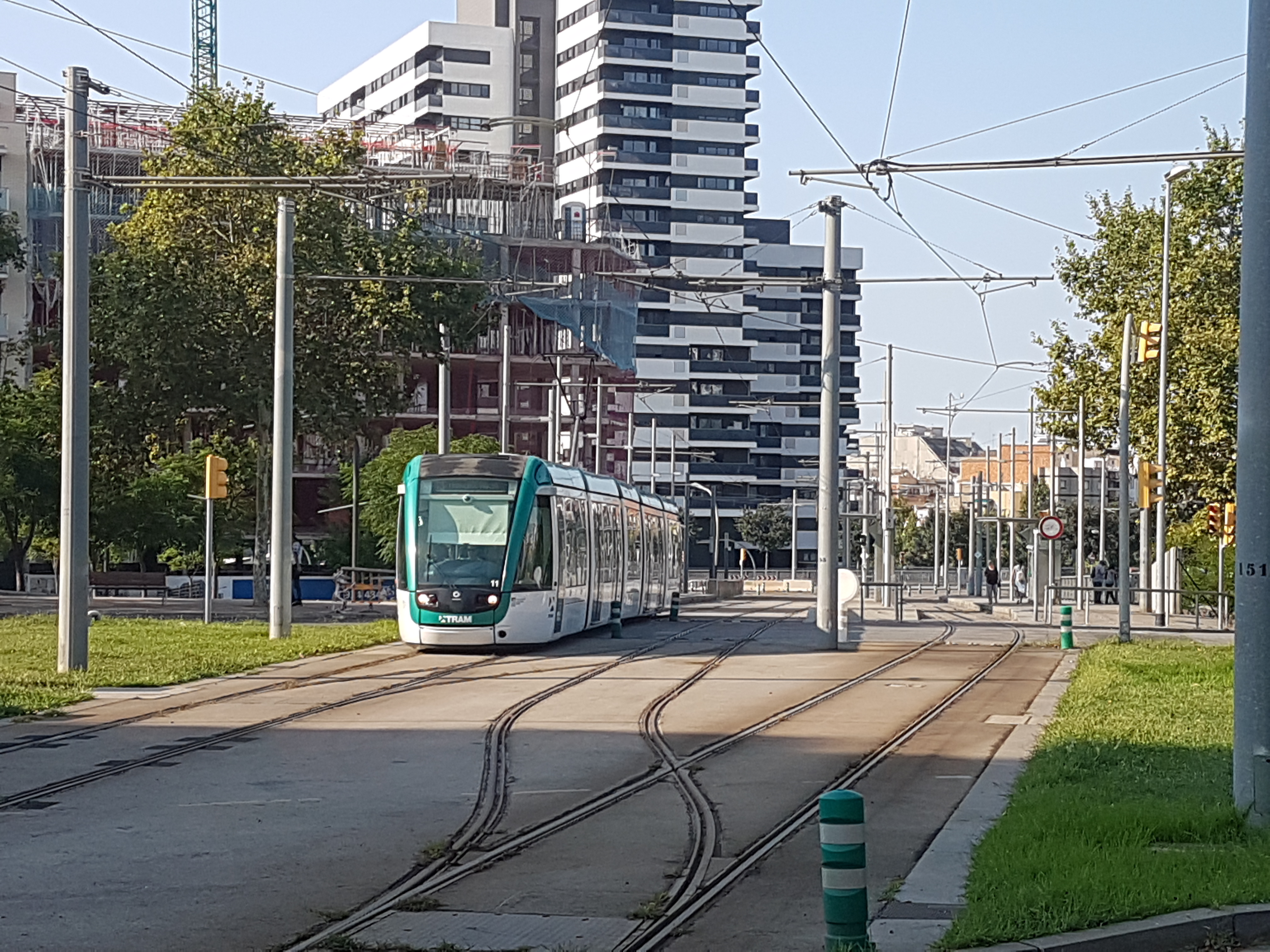
Tramvia de la línia T3 sortint de l'estació amb destinació Francesc Macià.
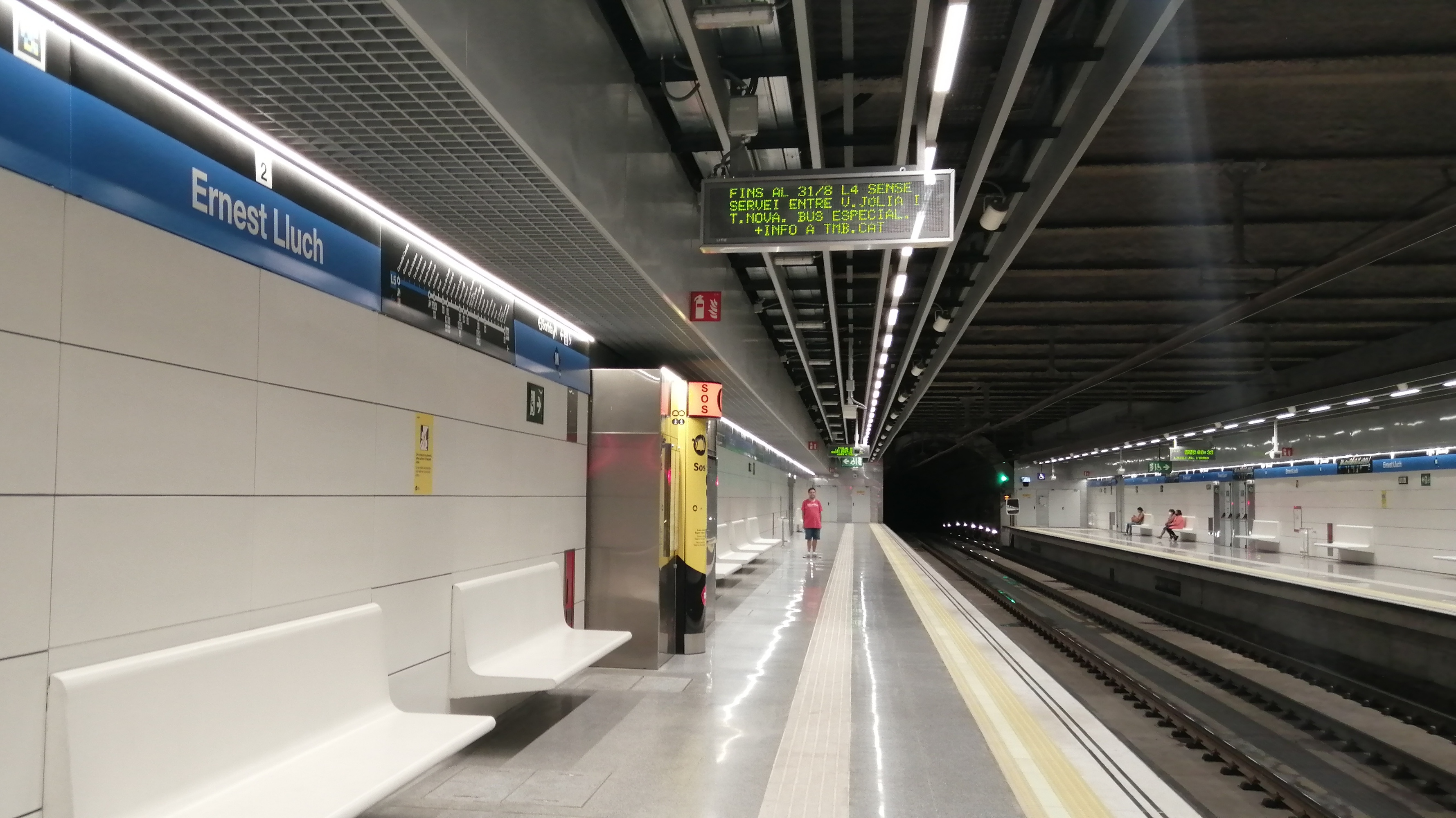
L'estació de la línia 5 del metro de Barcelona.